# 천정배
천정배(千正培, 1954년 12월 12일 ~ )는 대한민국의 변호사 출신 정치인이다. 정계 입문 이전에는 인권 변호사로 활동하였다. 이후 정계에 입문해 제57대 법무부 장관과 제15~20대 6선 국회의원 등을 역임하였다. 본관은 영양이며 전라남도 신안 출생이다.

## 생애

### 유년 시절
1954년 12월 12일 전라남도 신안군 암태면에서 2남 3녀 중 장남으로 출생하였다. 이후 무안군 무안면과 목포시 일대에서 성장했다. 아버지가 목포시 공무원이었기에 조부모 슬하에서 자라다가 목포중학교에 진학하면서 부모와 살게 됐다. 목포중학교 재학 중에 전라남도 학술 경시 대회에서 1등을 하는 등 일찍부터 공부에 소질을 보였다. 중학교 졸업 후 목포고등학교에 수석으로 입학하면서 수석 졸업하는 등 주변에서 우수한 학생으로 인정받았다. 그의 저서 《꽁지머리를 묶은 변호사》에 따르면 고교 시절 자신의 은사가 공부하는 데 체력이 필요하다면서 직접 고기를 사왔다고도 한다. 하지만 천정배는 학창 시절 12년 동안 단 한 번도 학급 반장을 맡아본 적이 없다고 한다. 1972년에 목포고등학교를 전체 수석으로 졸업했고, 그 해 대학예비고사에서 인문계 전국 수석을 차지하였으며, 서울대학교 법대에 수석으로 입학하면서 목포 3대 천재라는 평을 들었다.
서울대학교 법대 1학년 재학 중에 10월 유신으로 늦춰진 사법시험 1차에 응시해 합격했다. 그러나 2차 시험에 응시하지 않고 기간이 만료되어 대학 3학년 때 다시 1차에 도전하여 합격하고 1976년 학사 학위 취득과 동시에 제18회 사법시험에 합격했다.
1978년 사법연수원을 3등이라는 우수한 성적으로 수료하면서 주변에서 천정배가 판사나 검사가 될 것이라 예상했지만 천정배는 수원에 있는 전투비행단에서 공군 법무관으로 복무하던 중 5·18 광주 민주화 운동을 계기로 전두환 정권에서 법관 임용 받기를 거부하고 변호사가 되었다.

### 변호사 시절
이후 1981년 김앤장 법률사무소에 입사하여 4년간 외환 무역 조세관련 국제변호사로 입지를 다졌으나 1985년 김앤장 법률사무소에서의 보장된 미래를 버리고 조영래 변호사와 함께 “남대문합동법률사무소”를 열어 인권변호사가 되었다. 그가 맡은 최초의 시국사건은 1987년 대선과정에서 발생한 구로구청 부정투표함 사건이었다. 이후 1988년 민주사회를 위한 변호사모임의 창립 멤버로 참여하여 상임간사, 국제인권위원장으로 활동했다.
인권변호사로 활동하는 시절 천정배가 맡은 주요 사건들은 1989년 임수경과 문익환 목사 방북사건, 리영희 교수의 방북사건과 가수 정태춘 사건의 변론을 맡았다. 특히 가수 정태춘 사건에서 천정배는 헌법재판소로부터 ‘음반 사전심의제’위헌 결정을 이끌어냈다. 또한 1994년에는 ‘한국사회의 이해 사건’으로 유명한 경상대학교 교양교재 국가보안법 위반사건의 변론을 맡아 무죄 판결을 받아내기도 했다.

### 정치 인생
1996년 새정치국민회의 소속으로 제15대 국회의원 총선거에 경기 안산을(경기 안산시 단원구) 출마하여 당선되었고, 2000년 제16대 총선에서는 새천년민주당 소속으로 경기 안산을(경기 안산시 단원구)에 출마해 재선되었다. 그 해에 민주당 수석원내부총무를 지내면서, 자유민주연합의 원내교섭단체 구성요건을 20석에서 10석으로 낮추는 법안을 국회 운영위원회에서 야당의 동의 없이 통과시켰다.
2002년 민주당 대통령 후보 경선 당시에 현역의원으로서는 처음으로 노무현 후보를 지지하였으며, 노무현 후보의 당선에 큰 기여를 하였다. 2003년 민주당의 발전적 해체를 주장하며, 소위 ‘천신정’(천정배, 신기남, 정동영)이라 일컬어지는 당내 강경개혁세력으로 지칭되었으며, 민주당의 분당과 열린우리당의 창당을 주도하였다. 이듬해 2004년 열린우리당 원내대표를 지냈으나 그해 말에 4대 쟁점법안 처리실패에 대한 책임을 지고 중도 사퇴하였다.
2005년 6월 법무부 장관에 임명되었고, 10월에는 강정구 동국대학교 교수의 한국 전쟁 관련 발언에 관하여 검찰에 불구속 수사를 할 것을 요지로 하는 수사 지휘를 내렸으며 이로 인해 김종빈 검찰총장의 사퇴를 불러오게 된다. 그가 국회의원이었던 동안 법무부 장관의 검찰에 대한 지휘권을 삭제하는 내용의 검찰청법 개정안을 제안한 적이 있었기 때문에 소신이 바뀌었다는 비판이 있었다.
2007년 1월 열린우리당을 탈당하였다. 이후 대통합민주신당에 입당하여 2007년 대통령 후보 경선에 출마하였으나 예비경선에서 탈락하였다. 이후 문국현과 함께 정책 토론회에 참석하여 정책 연대를 구상하였다.
2008년 4월 제18대 국회의원 선거에 통합민주당 소속 의원으로 경기 안산시 단원구갑에 출마하여 당선, 4선 국회의원이 되었으며 동시에 안산시 최초로 4선 의원의 영광을 안았다. 18대 국회에서는 민주당의 MB언론악법저지와언론자유수호특별위원장, 언론장악저지대책위원장을 역임했고 국회 문화체육관광방송통신위원으로서 활동하였다.
2009년 18대 국회에서 미디어법이 강행 처리되자 의원직 사퇴를 선언한 뒤 원외투쟁에 주력했다. 2010년 2월 소속 상임위인 문화체육관광방송통신위원회 첫 회의에 참석하여 유감을 표시하고 공식복귀를 선언하였다.
2010년 10월 3일 민주당 전당대회 지도부 경선에서 총득표수 5598표, 득표율 10.05%로 5위에 오르며 최고위원으로 뽑혔다. 2010년 12월 26일 그는 이명박 정부에 대해서 “확 죽여 버려야 하지 않겠나”라고 비판하였다. 이어서 청와대는 “만약 그런 발언을 했다면 패륜아”라고 반박하였다. 이어서 서울중앙지검을 통해 어느 시민이 그를 국가내란죄로 고발하였다. 2010년 12월 28일에는 “대한민국이라는 자동차를 과거로, 독재시대로 역주행하려는 이명박 정권이 내 말을 들었다면 반성하고 앞으로도 민심을 잘 헤아리길 바란다”라고 말했다. 2010년 12월 30일 이명박 정부를 향해 또다시 “죽어서 이 악의 무리들, 탐욕의 무리들을 소탕하는 한해를 만들자”라고 비판하였다. 대한민국 검찰은 2011년 1월 2일 천정배 의원을 수사하였다.
천정배 법무부 장관은 노무현 정부 때 한-미 자유무역협정(FTA) 비준을 위한 합동담화문에 서명한 적이 있다. 그러나 2007년 3월, 입장을 바꾸어 김근태 전 장관과 더불어 한-미 자유무역협정에 반대하여 단식투쟁을 한 바가 있으며 2011년 8월 3일, 한-미 FTA 비준을 반대한다는 내용의 기고문을 미 의회 소식지 《더 힐》에 기고했다. 이에 남경필 외교통상통일위원장은 “노무현 정부에서 장관을 하신 분이니 당시 한-미 FTA에 대해 어떤 입장을 가졌는지, 또 이렇게 입장이 바뀐 이유가 뭔지 설명해야 한다”고 비판했다.
2011년 8월 오세훈 서울시장이 무상급식 주민투표 결과에 따라 사퇴하자, 천정배는 후임 서울시장 자리에 도전하기로 결정, 곧바로 그는 민주당에서 제일 먼저 서울시장 보궐선거 출마를 선언하였다. 오세훈의 사퇴로 10월 26일 재보궐 선거가 치러지는 것으로 확정되면서 천정배는 의원직 사퇴서를 제출하고, 자신의 국회의원 지역구인 경기도 안산시 단원구로 되어 있는 주민등록상 주소지를 서울시장 선거에 출마하기 위해 서울특별시 관악구로 옮겼다. 그러나 9월 25일 치러진 민주당 경선에서 박영선에게 패해 서울시장 선거에 나가지 못하게 되었다. 2012년 4월 제19대 국회의원 선거에서 자신의 지역구 경기 안산시 단원구 을 대신에 야권의 험지으로 알려진 새누리당 강세지역으로 분류된 서울 송파구 을 선거구에서 출마했다 총선 당일 여론조사에서 예측 1위를 했다. 하지만 유일호 경제부총리 장관에게 3천여표 차이로 패배하여 아쉽게 낙선한다.
2015년 3월 새정치민주연합을 탈당하여 '호남 정치 복원'을 내걸고 4·29 재보궐선거 광주 서구 을에 출마하여 19대 국회의원에 당선되었다.
2015년 9월 20일 "한국정치를 전면 재구성할 '개혁적 국민정당'의 창당을 제안한다"며 신당 창당을 공식 선언하고 '12월까지 창당준비위 구성-내년 1월 중 창당 완료'라는 신당 로드맵을 밝혔다. '전국정당화'를 표방했으며, 노선으로는 "온건한 진보와 합리적 보수를 아우르며 다양한 입장을 조화롭게 융합하는 중용의 길"을 제시했다. 2016년 국민회의를 창당했고 다시 안철수가 창당한 국민의당과 합당해 안철수와 함께 국민의당 공동대표를 맡았다.
이후 민주평화당을 창당, 현재 민주평화당의 싱크탱크인 민주평화연구원 원장으로 활동하고 있다.

## 학력
- 암태국민학교 졸업
- 목포중학교 졸업
- ~ 1972년 - 목포고등학교 졸업
- ~ 1976년 - 서울대학교 법과대학 LL.B.
- ~ 1988년 - 서울대학교 대학원 법학 석사
- ~ 2015년 - 한국방송통신대학교 교육학과 학사

## 경력
- 1976년 - 제18회 사법시험 합격
- 1979년 - 제8기 사법연수원 수료
- 1981년 - 김&장 법률사무소 국제변호사
- 1988년 - 민주사회를 위한 변호사 모임 국제인권위원회 위원장
- 1993년 ~ 1995년 - 법무법인 해마루 변호사
- 새정치국민회의 총재비서실장
- 1996년 - 새정치국민회의 총재특별보좌관
- 1996년 4월 11일 - 대한민국 제15대 국회의원 선거 당선(경기 안산시 을, 새정치국민회의, 초선)
- 1996년 ~ 2000년 새정치국민회의 경기도 지부 안산시 을 지구당위원장
- 1996년 5월 ~ 2000년 5월 - 제15대 국회의원(경기 안산시 을, 새정치국민회의→새천년민주당, 초선)
- 1998년 - 새정치국민회의 총재권한대행 비서실장
- 2000년 - 새천년민주당 정책위원회 부의장
- 2000년 ~ 2003년 - 새천년민주당 경기도 지부 안산시 을 지구당위원장
- 2000년 4월 13일 - 대한민국 제16대 국회의원 선거 당선(경기 안산시 을, 새천년민주당, 재선)
- 2000년 5월 ~ 2004년 5월 - 제16대 국회의원(경기 안산시 을, 새천년민주당→무소속→열린우리당, 재선)
- 새천년민주당 원내수석부총무
- 제16대 국회 전반기 국회운영위원회 간사
- 제16대 국회 전·후반기 정치개혁특별위원회 간사
- 한일의원연맹 안보외교위원회 위원장
- 2004년 4월 15일 - 대한민국 제17대 국회의원 선거 당선(경기 안산시 단원구 갑, 열린우리당, 3선)
- 2004년 5월 ~ 2008년 5월 - 제17대 국회의원(경기 안산시 단원구 갑, 열린우리당→무소속→대통합민주신당→통합민주당, 3선)
- 열린우리당 정치개혁특별위원회 위원장
- 열린우리당 총선기획위원회 위원장
- 열린우리당 클린선거위원회 위원장
- 열린우리당 원내대표
- 제17대 국회 전반기 국회운영위원회 위원장
- 제57대 법무부 장관
- 2008년 4월 9일 - 대한민국 제18대 국회의원 선거 당선(경기 안산시 단원구 갑, 통합민주당, 4선)
- 2008년 5월 ~ 2012년 5월 - 제18대 국회의원(경기 안산시 단원구 갑, 통합민주당→민주당→민주통합당, 4선)
- 2008년 ~ 2011년 - 민주당 경기도당 안산시 단원구 갑 지역위원회 위원장
- 2010년 ~ 2011년 - 민주당 최고위원
- 2011년 9월 ~ 2011년 10월 - 2011년 하반기 재보궐선거 서울특별시장 민주당 경선후보
- 2012년 ~ 2014년 - 민주통합당·민주당·새정치민주연합 서울특별시당 송파구 을 지역위원회 위원장
- 2014년 7월 - 2014년 상반기 재보궐선거 광주 광산구 을 새정치민주연합 국회의원 예비후보
- 2014년 ~ 2015년 - 경기도 성남시청 고문변호사
- 2015년 4월 29일 - 2015년 상반기 재보궐선거 당선(광주 서구 을, 무소속, 5선)
- 2015년 4월 ~ 2016년 5월 - 제19대 국회의원(광주 서구 을, 무소속→국민의당, 5선)
- 국민회의 창당준비위원회 위원장
- 국민의당 공동대표
- 국민의당 선거대책위원회 위원
- 국민의당 정치개혁특별위원장
- 2016년 4월 13일 - 대한민국 제20대 국회의원 선거 당선(광주 서구 을, 국민의당, 6선)
- 2016년 5월 ~ 2020년 5월 - 제20대 국회의원(광주 서구 을, 국민의당→무소속→민주평화당→무소속→대안신당→민생당, 6선)
- 제20대 국회 후반기 외교통일위원회 간사
- 민주평화당 정치개혁특별위원회 위원
- 민주평화정책연구원 원장
- 민주평화정책연구원 이사
- 가천대학교 법학과 석좌교수
- 사단법인 한국이란협회 이사장
- 사단법인 동북아전략연구원 부설 호남100년살림민심센터 이사장
- 상생과통일 포럼 고문

## 가족사
증조부는 암태도에서 서당 훈장을 했고, 아버지는 목포에서 교사를 하다가 공무원으로 근무했다.
친동생 천방훈은 삼성전자 전무를 지낸 바 있으며 천진희는 목포마리아회고등학교 교사이다
배우자 서의숙은 1955년생으로 고려대학교 가정학과를 나온 후 전라북도 군산에서 수학 교사로 재직하기도 했다. 장인인 서한태 박사는 목포고등학교를 나와 의사로 일하며, 환경운동가로도 활동했다.
자녀로 딸 둘을 두고 있다. 장녀 천지성은 1978년생으로 대원외고를 졸업하고 1997년 서울대학교 법학과를 졸업 후 2004년 사법시험(46회)에 합격하여 서울남부지법 민사16부에 근무하였고, 2013년 2월 15일부터 수원지방법원 판사로 근무하고 있다. 이 딸과 관련하여 조선일보는 2009년 2월18일자 10면을 통해 “‘광우병 PD수첩’ 손배소송 기각, 천정배 의원 딸이 주심판사 맡아”라는 기사를 실어“미국산 쇠고기에 대한 왜곡보도로 사회적 혼란을 초래했다”며 2455명이 MBC (PD수첩)을 상대로 낸 손해배상 소송에서 기각된 사건을 맡은 것에 대하여 논란이 일기도 했다.
사위는 한나라당 대표였던 최병렬의 조카이자 검사로 근무하는 최재만이다.
차녀 천미성은 1980년생으로 서울과학고등학교를 졸업하고 서울대학교 경영학과 99학번으로 입학하여 2005년 외무고시에 합격했다. 주중대사관에서 근무하다 현재 이란 대사관에서 근무하고 있다.

## 수상
- 2016년 제13회 지역신문의 날 국회의원부문 의정대상
- 2010년 제19회 대한민국 무궁화대상 정치부문
- 2010년 백봉신사상
- 2001년 한국언론인연합회 선정 올해의 정치인상

## 저서
- 《꽁지머리를 묶은 인권변호사》 ISBN 200793600138-3
- 《여기가 로도스다, 여기서 춤추어라》ISBN 978-89-8218-096-5
- 《정의로운 복지국가》 ISBN 978-89-7919-970-3
- 《흔들려 다시 피는 시간》 ISBN 978-89-967160-1-3

## 역대 선거 결과
|  | 38.80% |

|  | 49.45% |

|  | 58.21% |

|  | 49.12% |

|  | 46.02% |

|  | 52.37% |

|  | 54.52% |

|  | 19.49% |

## 소속 정당
| 소속 정당 | 소속 정당      | 소속 기간 | 비고           |
| --------- | -------------- | --------- | -------------- |
|           | 새정치국민회의 | 1995~2000 | 창당 정계 입문 |
|           | 새천년민주당   | 2000~2003 | 합당           |
|           | 무소속         | 2003      | 탈당           |
|           | 열린우리당     | 2003~2007 | 창당           |
|           | 무소속         | 2007      | 탈당           |
|           | 대통합민주신당 | 2007~2008 | 창당           |
|           | 통합민주당     | 2008      | 합당           |
|           | 민주당         | 2008~2011 | 당명 변경      |
|           | 민주통합당     | 2011~2013 | 합당           |
|           | 민주당         | 2013~2014 | 당명 변경      |
|           | 새정치민주연합 | 2014~2015 | 합당           |
|           | 무소속         | 2015~2016 | 탈당           |
|           | 국민회의       | 2016      | 창당준비위원회 |
|           | 국민의당       | 2016~2018 | 합당           |
|           | 무소속         | 2018      | 탈당           |
|           | 민주평화당     | 2018~2019 | 창당           |
|           | 무소속         | 2019~2020 | 탈당           |
|           | 대안신당       | 2020      | 창당           |
|           | 민생당         | 2020~2021 | 합당           |
|           | 무소속         | 2021      | 탈당           |
|           | 더불어민주당   | 2021~현재 | 복당 정계 은퇴 |

## 가족 관계
- 아버지 : 천득린
- 어머니 : 김정화( ~ 2022년 1월 17일)
- 형제동생 : 천방훈, 천월희, 천진희, 천민희
- 배우자 : 서의숙(1955년 ~)
  - 슬하 2녀 (장녀 천미성(1978년 ~), 차녀 천지성(1980년 ~))
- 매제: 김대중(1961년 ~, 현 전라남도교육감, 전 전라남도 목포시의회 의원)
- 6촌 동생: 천경배(1975년 ~, 현 더불어민주당 중앙당 당직자, 전 국회의원 보좌관)

## 같이 보기
- 대한민국의 법무부 장관
- 안산시의 국회의원
- 안산시 단원구의 국회의원
- 광주 서구의 국회의원
- 안산시 을 (1996년 선거구)
- 안산시 단원구 갑
- 서구 을 (2004년 광주 선거구)